# Maianga
Maianga ist eine Gemeinde der Metropolregion Luandas, der Hauptstadt von Angola.

## Verwaltung
Maianga war bis 2011 einer von neun Kommunalkreisen, Municípios, aus denen sich die Metropolregion der Hauptstadt zusammensetzte. Im Zuge der Umstrukturierungen in der Verwaltungsgliederung nach 2011 wurde Maianga eine Gemeinde (Comuna), nach 2016 ein Stadtbezirk (Distrito Urbano) im Kreis (Município) von Luanda, in der Provinz Luanda. Seit 2024 ist Maianga wieder ein Município der Provinz Luanda.
Maianga hat eine Fläche von 24,7 km² und zählt über eine Million Einwohner.  Es liegt in unmittelbarer Nähe zum Flughafen Luanda. Im Westen grenzt die Gemeinde an Samba und den Atlantischen Ozean, im Norden an die Gemeinde Ingombota und im Osten an Rangel. Die Gemeinde Kilamba Kiaxi liegt südlich des Flughafens. 
Zu Maianga gehören die Stadtviertel Cassequel, Catintón, Gamek, Huambo, Morro da Luz, Prenda und Rocha Pinto. 
Seit der Gründung des Viertels Rocha Pinto vor 40 Jahren verfügen die Einwohner dort über keinen Wasseranschluss. Sie müssen das Wasser für den täglichen Bedarf von Tank-LKW erwerben. Dieses hat jedoch keine Trinkwasserqualität.

## Wirtschaft
In Maianga wurde im September 2019 die erste Schmuckfabrik Angolas eröffnet. Auf einer Fläche von 1485 m² werden von dem Unternehmen Pedra Rubra Rohdiamanten nicht nur geschliffen, sondern auch zu Schmuckstücken weiterverarbeitet. Anstatt wie zuvor die Rohdiamanten nur zu exportieren, soll mit der neuen Fabrik die Wertschöpfung um das Zehnfache gesteigert werden. Es gibt in Angola bereits zwei weitere Diamantschleiffabriken.

## Öffentliche Sicherheit
Die Einwohner verschiedener Viertel des Bezirks sind einer hohen Kriminalität ausgesetzt. Es sind vor allem Banden bestehend aus 13- bis 16-jährigen Jugendlichen, die nicht die Schule besuchen sowie Alkohol und andere Drogen konsumieren, von denen die Bewohner überfallen und ausgeraubt werden. Besonders Schüler der Berufsschulen werden konstant überfallen, auch direkt vor den Bildungseinrichtungen. Die Sicherheitskräfte der Schulen greifen nicht ein, da sie sonst auch attackiert werden. Die Täter werden von den Behörden aufgrund ihres Alters nicht in Gefängnisse gesteckt, sondern nur wenige Tage von der Polizei festgehalten. Allerdings ist die Polizeipräsenz in den Vierteln sehr gering, ein Zustand, der von den Einwohnern seit vielen Jahren beklagt wird. Es gibt nur eine Polizeiwache am Fußballplatz der Belenses. Auch Wohnungseinbrüche finden täglich statt. Die Delinquenten fahren mit Lkws vor ausgewählte Häuser und laden die geraubten Gegenstände auf. Im Viertel Catintón trauen sich die Bewohner nicht, die Brücke über einen Abwassergraben zu benutzen, da sie dort regelmäßig ausgeraubt, manchmal sogar umgebracht werden. Sie ziehen es vor, einen Umweg mit einem Taxi zu nehmen. Hinzu kommen Banden aus der Demokratischen Republik Kongo, die von den Verkäuferinnen, Ladenbesitzern und Lkw-Fahrern des Marktes Catintón Schutzgelder erpressen. Die Polizei in Maianga hat jedoch gelegentlich auch Erfolge zu verzeichnen. Sie konnte im Oktober 2018 einen 23-jährigen Serienmörder festnehmen, der in Catintón neun Frauen vergewaltigt und umgebracht hatte.